# Serraca pulcherrima
Serraca pulcherrima là một loài bướm đêm trong họ Geometridae.